# Alston Moor
 (mars 2016).
Si vous disposez d'ouvrages ou d'articles de référence ou si vous connaissez des sites web de qualité traitant du thème abordé ici, merci de compléter l'article en donnant les références utiles à sa vérifiabilité et en les liant à la section « Notes et références ».

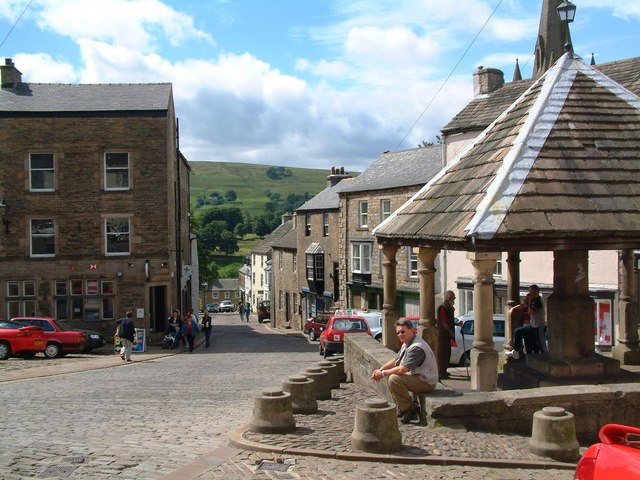
Centre d'Alston en 2003.

Alston Moor est une zone des moorlands et une paroisse civile de Cumbria, en Angleterre. Sa principale localité est la petite ville d'Alston. Elle comporte également deux villages, Garrigill (en) et Nenthead (en), ainsi que quelques hameaux.